# Voorling

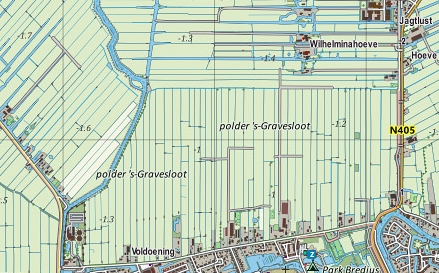
Detailkaart met gestandaardiseerde percelen met een lengte van circa 6 voorling.

Een voorling is een oude middeleeuwse lengtemaat van ongeveer 210 meter. De maat was niet gestandaardiseerd. Er is vastgesteld dat een lengte van 6 voorlingen kan variëren tussen 1125 en 1350 m. Een voorling was 55-60 roeden. Varianten voor de spelling zijn vorelinc, vorlinc, vuerlinc, vuirlinc, vorelanc en voorlang.
De maat werd onder andere gebruikt bij de Grote Ontginning van het Groene Hart, waarbij hoeves met gestandaardiseerde afmetingen werden uitgegeven bestaande uit 30 roeden breed en 6 voorlingen lang. Soms werd de hoeve verlengd tot een lengte van 12 voorlingen.
De term stamt uit de tijd van Floris V. In een document uit 1295 of 1296 wordt gesproken over een "voer lang" of "voerlanc". Dat kan erop duiden dat de term oorspronkelijk stond voor de voren, de afstanden die bij het ploegen werden afgelegd, voordat de ploeg met de paarden of ossen ervoor werd omgedraaid.